# Кадгаронское сельское поселение
Кадгаронское се́льское поселе́ние — муниципальное образование в Ардонском районе Северной Осетии Российской Федерации.
Административный центр — село Кадгарон.

## История
Статус и границы сельского поселения установлены Законом Республики Северная Осетия-Алания от 5 марта 2005 года № 12-рз «Об установлении границ муниципального образования Ардонский район, наделении его статусом муниципального района, образовании в его составе муниципальных образований - городского и сельских поселений и установлении их границ»

## Население
| 2002  | 2010  | 2011  | 2012  | 2013  | 2014  | 2015  |
| ----- | ----- | ----- | ----- | ----- | ----- | ----- |
| 2979  | ↗3093 | ↗3094 | ↘3082 | ↗3083 | ↗3094 | ↗3096 |
| 2016  | 2017  | 2018  | 2019  | 2020  | 2021  | 2023  |
| ↘3085 | ↗3092 | ↘3084 | ↘3068 | ↗3075 | ↗3437 | ↘3420 |
| 2024  | 2025  |       |       |       |       |       |
| ↗3436 | ↗3440 |       |       |       |       |       |

## Состав сельского поселения
| № | Населённый пункт | Тип населённого пункта       | Население |
| - | ---------------- | ---------------------------- | --------- |
| 1 | Кадгарон         | село, административный центр | ↗3440     |